# Pascal Hervé
Pascal Hervé (Tours, 13 de julho de 1964 – Quebec, 24 de dezembro de 2024) foi um ciclista francês nascido a 13 de julho de 1964 em Tours. Passou a profissional com 30 anos com a equipa Festina, depois alinhou pela equipa Polti. Conseguiu 7 vitórias ao longo da sua carreira. Hervé morreu no dia 24 de dezembro de 2024, aos 60 anos.
Esteve implicado no Caso Festina em 1998 e pôs fim à sua carreira desportiva como no Giro d'Italia de 2001 deu positivo num controle antidopagem.

## Palmarés
1992

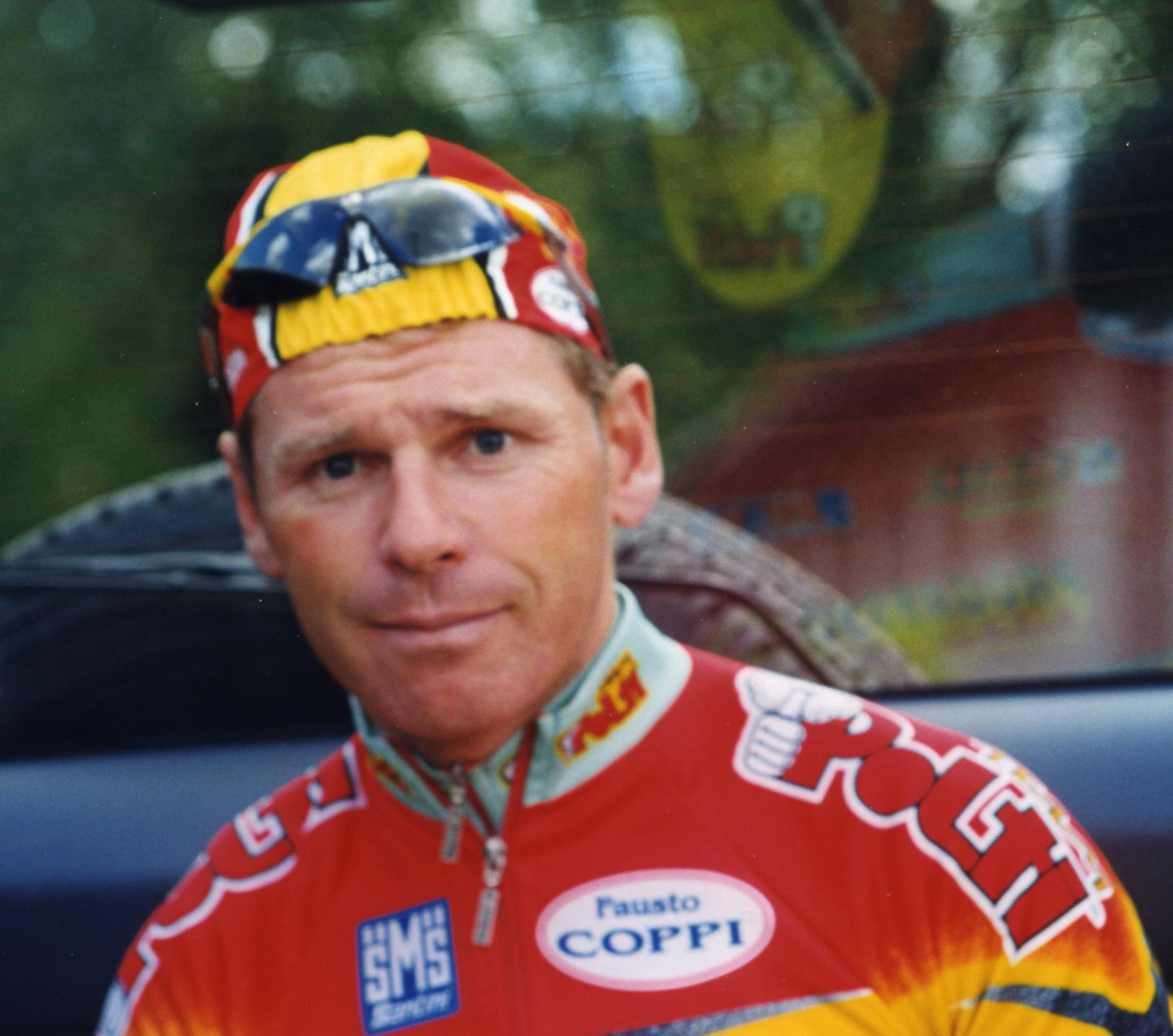
Pascal Hervé no Critérium de Lèves 2000

- Tour de Gévaudan Languedoc-Roussillon

1994
- 1 etapa da Dauphiné Libéré

1996
- 1 etapa do Giro d'Italia

1997
- 1 etapa da Volta Ciclista do Chile

1998
- 1 etapa da Volta ao País Basco
- Troféu dos Escaladores
- Grande Prêmio de Plouay

1999
- 2º no Campeonato da França em Estrada

2000
- Polynormande
- 1 etapa da Volta à Suíça

## Resultados em Grandes Voltas e Campeonatos do Mundo
| Carreira           | 1994 | 1995 | 1996 | 1997 | 1998 | 1999 | 2000 | 2001 |
| ------------------ | ---- | ---- | ---- | ---- | ---- | ---- | ---- | ---- |
| Giro d'Italia      | -    | 25º  | Ab.  | -    | -    | -    | -    | Ex.  |
| Tour de France     | 33º  | Ab.  | 42º  | 36º  | Ex.  | -    | 12º  | -    |
| Volta a Espanha    | 27º  | 39º  | -    | 43º  | Ab.  | 80º  | 17º  | -    |
| Mundial em Estrada | -    | -    | -    | -    | -    | -    | -    | -    |

-: não participa

Ab.: abandono

Ex.: exclusão